# Герб Тринідаду і Тобаго
Герб Триніда́ду і Тоба́го — офіційний геральдичний символ острівної держави карибського басейну Тринідад і Тобаго. Герб було прийнято 1962 року, після здобуття Тринідадом і Тобаго незалежності від Великої Британії. Проєкт герба створив спеціальний комітет, авторами твору були художник англ. Carlisle Chang і дизайнер англ. George Bailey.

## Опис герба
У центрі герба — геральдичний щит, тотожний своїми кольорами до прапора Тринідаду і Тобаго. У нижній червоній частині зображено три відомі морські судна — Santa María, La Niña, та La Pinta, які нагадують про першовідкривача островів Христофора Колумба. Кількість кораблів символізує Святу Трійцю, на честь якої був названий острів Тринідад (ісп. Trinidad — Трійця). Зверху щита, у чорній частині, зображені дві пташки колібрі, що символізують багату флору й фауну островів. Вважається, що індіанською назвою Тринідаду було саме «Земля Колібрі».
Щит підтримують два птахи — Червоний ібіс і Чачалака рудогуза. Вони є символом островів Тринідад і Тобаго відповідно. Над щитом зображений шолом, корабельний штурвал, а над ним — кокосова пальма (символ сільського господарства).
У нижній частині герба — омиті морем острови Тринідад (справа) і Тобаго (зліва). Нижче розміщена стрічка із національним девізом: «Разом ми прагнемо, разом ми добиваємося» (англ. «Together We Aspire, Together We Achieve»).

## Запропоновані зміни
У серпні 2024 року на щорічному з'їзді Народного національного руху прем'єр-міністр Кіт Роулі оголосив, що його уряд планує видалити вітрильні кораблі Христофора Колумба з герба (який існує з моменту їхнього першого прийняття в 1962 році) та замінити їх сталевим барабаном, національним музичним інструментом, в рамках зусиль щодо усунення «колоніальних залишків». Відповідний законопроект був прийнятий Палатою представників і Сенатом у січні 2025 року, а 29 січня його схвалив президент Тринідаду і Тобаго. Джилліан Бішоп було доручено розробити новий дизайн, який було представлено 19 січня 2025 року. 21 лютого 2025 року було видано постанову, яка набрала чинності новим дизайном, що набув чинності 25 лютого 2025 року.

## Історичні символи
| Колонія Тринідад і Тобаго |                     | |
| Емблема                   | Термін використання | Нотатки |
|                           | 1889–1958           | На емблемі коронної колонії зображено гавань Порт-оф-Спейн та гору Ель-Тукуче з двома фрегатами Королівського флоту під білим прапором та човном з екіпажем на передньому плані. В основі лежить девіз MISCERIQUE PROBAT POPULOS ET FOEDERA JUNGI, обраний сером Ральфом Аберкромбі, який захопив Тринідад у іспанців у 1797 році. Девіз — цитата з «Енеїди» Вергілія (книга IV, рядок 112): «Miscerive probet populos, aut foedera iungi» (Він схвалював змішання народів та їхнє об'єднання за допомогою угод). |
|                           | 1958–1962           | Розміщений на геральдичному щиті з девізом на стрічці, знак Тринідаду був прийнятий патентною грамотою від 13 жовтня 1958 року як герб колонії. Однак герб не був збережений після здобуття незалежності в 1962 році. |
|                           | 1962–2025           | Золоті кораблі символізують три кораблі, які Христофор Колумб використовував під час своєї подорожі. |